# Карлайлський собор
Карлайлський собор (англ. Carlisle Cathedral) — катедральний собор єпархії Карлайл в графстві Камберленд в Англії.
Спочатку на місці собору стояла церква обителі августинських каноніків. Храм був закладений у 1102 році, а у 1133 Генріх I зробив його головною церквою єпархії. У 1292 році церква постраждала від пожежі, при цьому повністю згоріли хори. Відновлювальні розпочалися лише в 1377 році. Від початкової будівлі лишились лише дві арки.
Храм (за іншими даними — Собор Всіх Святих (Дербі)) є найменшим собором в Англії. Його довжина становить 62 м, а ширина в трансепті — 37 м. Південний трансепт цікавий тим, що там є рунічні надписи.